# Euphrasia hachijoensis
Euphrasia hachijoensis är en snyltrotsväxtart som beskrevs av Takenoshin Nakai och Furumi. Euphrasia hachijoensis ingår i släktet ögontröster, och familjen snyltrotsväxter. Inga underarter finns listade i Catalogue of Life.